# Silice

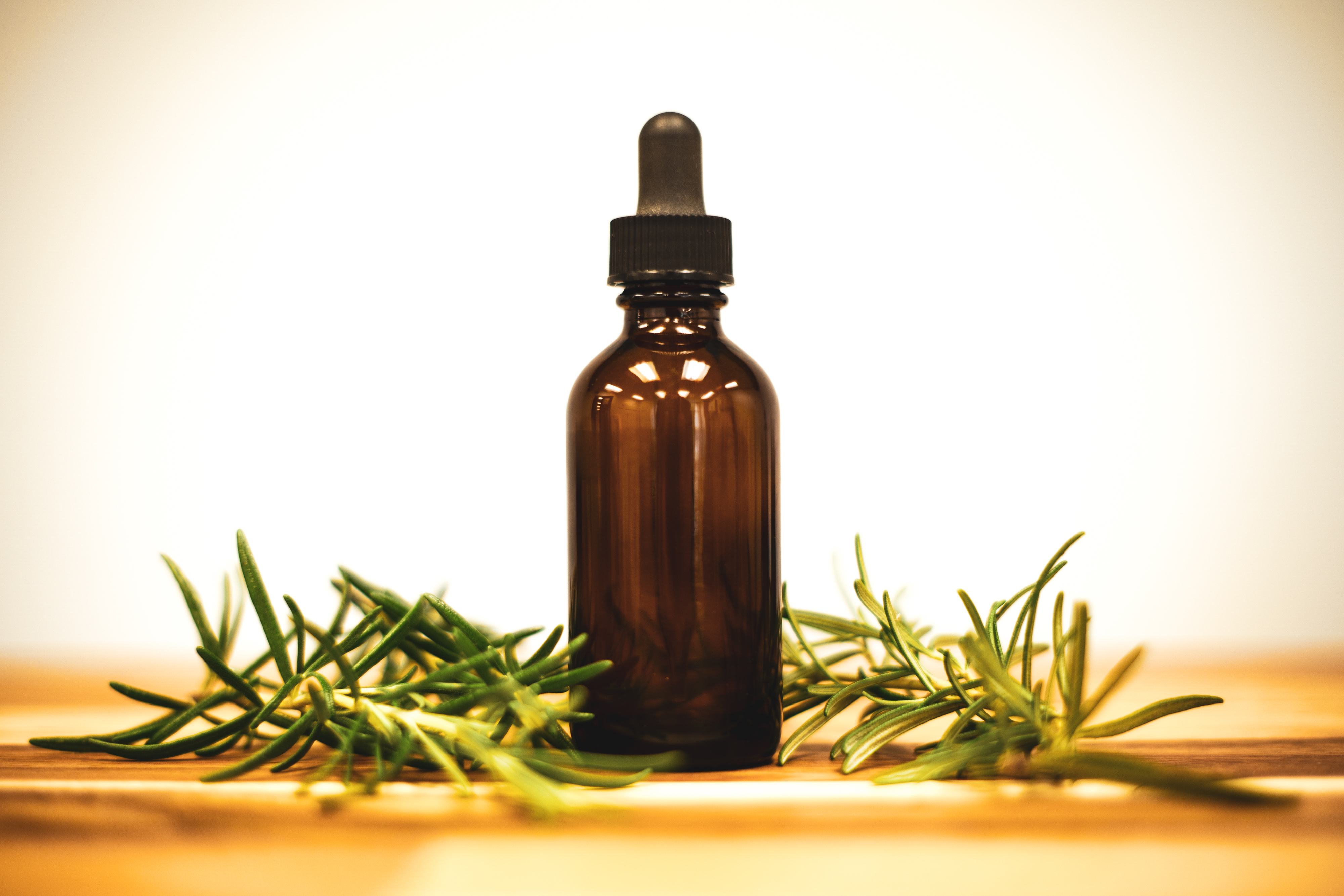
Lahvička s esenciálním olejem z rozmarýnu a rozmarýnové listy

Silice (éterické neboli esenciální oleje, olea aetherea) jsou těkavé, často hořlavé, ve vodě nerozpustné olejovité látky nebo směsi látek. Často jsou vonné a mají palčivou chuť. Jsou velmi těkavé i při nízkých teplotách. Silice jsou vytvářeny rostlinami v rámci sekundárního metabolismu, slouží jim například jako ochrana před býložravci nebo k přilákání opylovačů. V současnosti je známo asi 3 000 různých éterických olejů a více než 1 000 látek v nich obsažených. Hovoříme-li o účinných složkách konkrétní rostliny nebo rostlinné drogy, používáme slovo silice v jednotném čísle (1 rostlina obsahuje 1 silici, tj. 1 směs olejovitých látek).

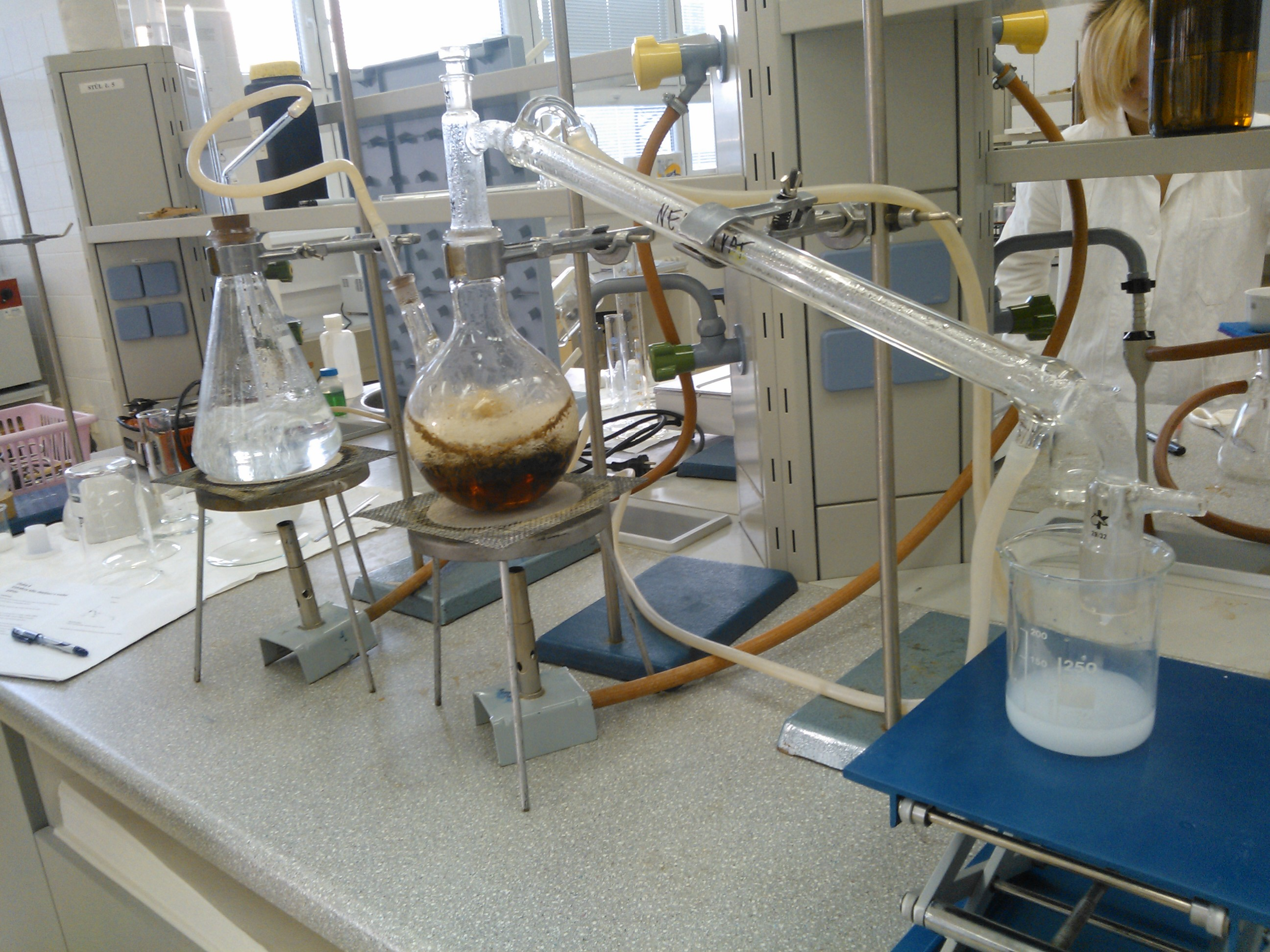
Extrakce silic hřebíčku v laboratoři Jihočeské univerzity za využití destilace s vodní parou.

Silice jsou většinou kapalné a bezbarvé, na vzduchu mohou tuhnout a tmavnout. Jsou rozpustné v tucích, etheru, alkoholu, chloroformu nebo v benzínu. Obvykle mají nižší hustotu než voda, a proto tvoří kapičky kapaliny plovoucí na vodní hladině (výjimkou je např. skořicový olej). Ve vodě se nerozpouští (jsou hydrofobní). Za normálního tlaku je jejich bod varu mnohem vyšší než bod varu vody, ale s přehřátou vodní párou se vypařují. Na rozdíl od mastných olejů se esenciální oleje odpařují, aniž by zanechávaly zbytky, a na rozdíl od nich také nežluknou. Některé esenciální oleje však mohou při nesprávném skladování oxidovat se vzdušným kyslíkem, což vede k toxickým reakčním produktům. Reakce mezi složkami parfému jsou také možné. Tímto způsobem může parfém "zrát" jako dobré víno. 
Získávají se z rostlinného nejčastěji destilací s vodní párou, kde se po kondenzaci rozdělí na tuhou fázi – voskovitý stearopten, a kapalnou fázi – olejovitý eleopten (například při destilaci borové pryskyřice vzniká stearopten nazývaný kalafuna a eleoptenem je podíl známý jako terpentýnový olej). Zbytková zkondenzovaná aromatická voda je nazývána hydrolát a může být také ceněným produktem (například růžová voda při výrobě růžového oleje). Další postupy zahrnují lisování (například u citrusové kůry nebo pryskyřice) nebo extrakci rozpouštědlem. Používají se v parfémech, kosmetice, mýdlech a dalších výrobcích, v aromaterapii, k ochucování potravin a nápojů a k přidávání vůní do kadidel a čisticích prostředků pro domácnost. Své využití našly též při výrobě léčiv, repelentů a přírodních pesticidů.

## Etymologie
Označení „silice“ pochází z překladu „Geist“ (neboli „duch“ či „síla“) ve smyslu „prchavé esence“ („spiritus“).

## Chemické složení
Silice jsou v mnoha případech bohatou směsí desítek až stovek chemických konstituentů, většina je ale obsažena jen ve stopovém množství, nebo jen desetinách procenta. Většinou se uvádějí jen hlavní složky silice, ta může být jedna zastoupena ve velké koncentraci (například silice hřebíčková, skořicová, terpentýnová, kafrová), nebo více hlavních složek v menších koncentracích (například silice levandulová).
Hlavními principy bývají terpenické látky povahou patřící mezi uhlovodíky, alkoholy, aldehydy, ketony, karboxylové kyseliny a dalšími látky, například fenoly.
Jedná se především o deriváty myrcanu (myrcen, linalool, linalyl-acetát, ocimen, citral, citronellal, citronellol atd.), p-menthanu (menthol, menthon, pulegon, cymen, limonen, terpinen, terpinen-4-ol, fellandren, thymol, karvakrol, karvon, 1,8-cineol (eukalyptol) atd.), caranu (d-3-caren), pinanu (alfa-pinen, beta-pinen, verbenol, myrtenol atd.), thujanu (thujon, thujol, sabinen atd.), bornanu (borneol, bornyl-acetát atd.), fenchanu (fenchon atd.), fenylpropanoidy (cinnamaldehyd, anetol, estragol, chavikol, eugenol, methyleugenol, myristicin, safrol, apiol, dillapiol, asaron, elemicin atd.) a deriváty benzaldehydu (benzaldehyd, anýzový aldehyd, vanilin, cuminaldehyd atd.), azulenu (chamazulen, guajazulen, vetivazulen atd.) a mnoho dalších. Mezi seskviterpeny patří například b-caryofylen, humulen, bisabolol, kadinen a další.
Některé druhy obsahují svoji zvláštní silici, například cedrol (cedr), santalol (santalové dřevo), patchulol (pačule), zingiberen (zázvor). Silice česneku obsahuje sulfidickou síru (allyl sulfidy, alicin atd.) a její požití může být smrtelné. Hořčice, křen a podobné druhy (brukvovité) obsahují též svéráznou silici allyl isothiokyanát, která je v rostlině vázaná ve formě glykosidu sinigrinu.
Na aromatu některých silic se podílí methyl athranilát, derivát anilinu. Libavková (wintergreenová) a tužebníková silice (i jiné) obsahují methyl salicylát. Libečková silice obsahuje butylftalid a sedanolid.
Destilací balzámu z borovice Jeffreyovy se získá téměř čistý n-heptan, heptan se nachází v malém množství i v některých jiných silicích. Bolehlav plamatý obsahuje jedovatý éterický alkaloid koniin.Ten velmi snadno těká s vodní parou nebo i sám o sobě. Zemitý zápach způsobuje seskviterpen geosmin, na který je lidský čich velmi citlivý a dokáže ho detekovat i při velmi nízké koncentraci (ppb). Je zodpovědný za bahnitou vůni a chuť ryb, je nestabilní ke kyselinám a to je jeden z důvodů proč se při přípravě pokrmů z ryb používá ocet nebo citrón.
Některé silice obsahují jisté množství balastních terpenů a jen menší množství hlavního nositele aromatu, proto se někdy přikročí k deterpenaci silice. To je možno provést například frakční destilací nebo alkoholovou metodou.
Některé složky silic se dají získat parciální syntézou z myrcenu (menthol, citral, citronellol, citronellal, geraniol, nerol a linalool) či alfa-pinenu (limonen, kafr atd.). Vyvinuty byly i umělé vůně, například lyral (Hydroxymethylpentylcyklohexenkarbaldehyd), nerolin (2-methoxynaftalen) nebo jedovatý nitrobenzen jako náhražka silice mandlové (benzaldehyd).

## Výskyt v rostlinách

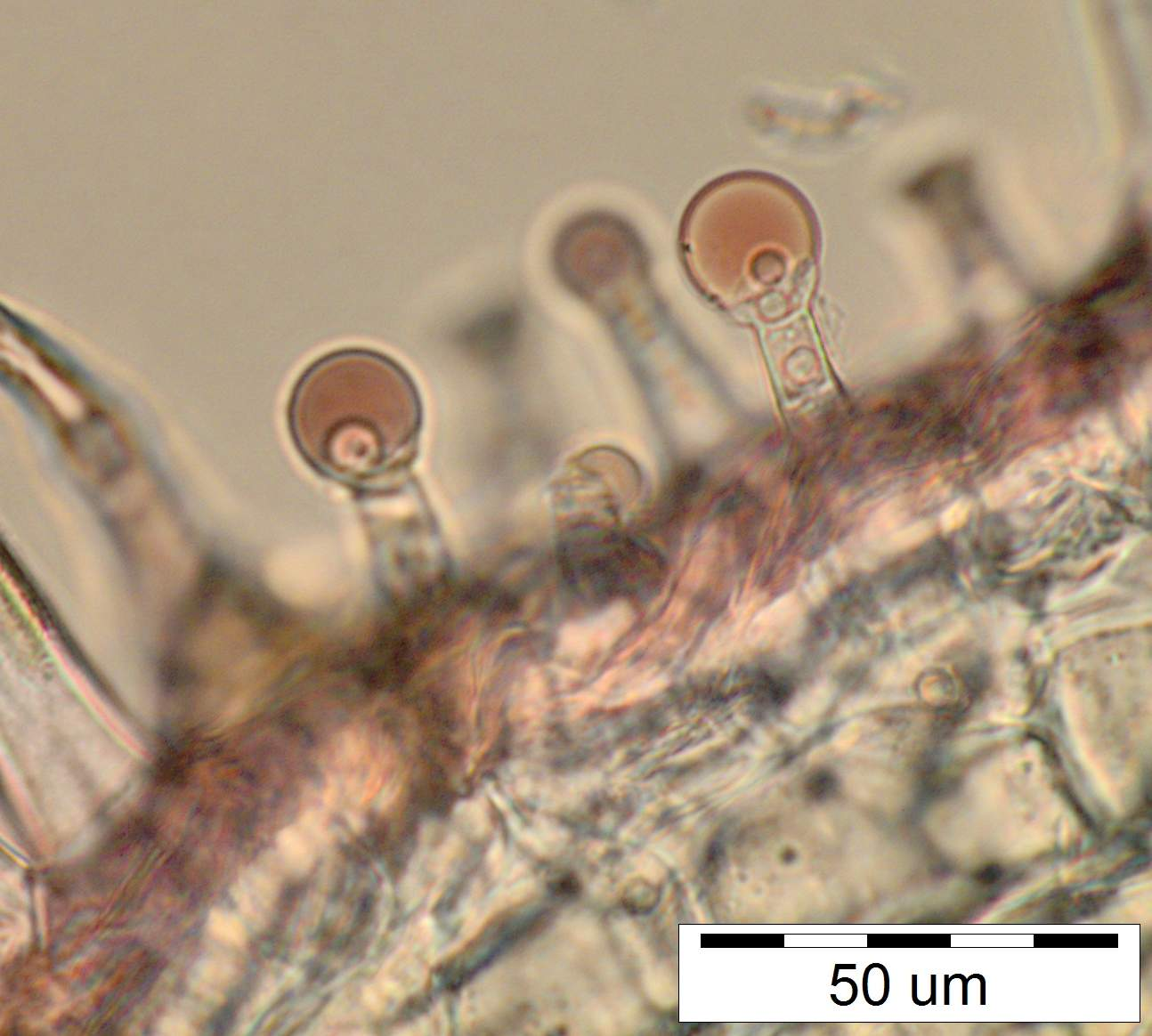
Žláznaté trichomy šalvěje (Salvia ringens)

V rostlinách se silice vyskytují v siličných kanálcích, které mohou být v plodech, květech, ve dřevě, uvnitř listů nebo v žláznatých trichomech na povrchu stonků a listů. Některé rostliny poskytují éterické oleje z různých částí, které se mohou značně lišit svým chemickým složením, např. u skořicovníku olej z kůry a olej z listů. Tvorbou silic jsou významní především zástupci čeledí borovicovité, hluchavkovité, myrtovité, růžovité, vavřínovité, březulovité, miříkovité, routovité a dalších.
Příklady rostlin, kterých se užívá pro extrakci éterických olejů:
- z kůry: skořicovník, kašťa bělavá (sasafras)
- ze dřeva: cedr, santal, kafrovník, Aniba rosaeodora (tzv. růžové dřevo), Aquilaria malaccensis (tzv. agarové dřevo)
- z pryskyřice: kadidlovník, myrhovník, březule, sturač, cist ladanový
- z listů: bazalka, oregano, šalvěj lékařská, máta, pačule, borovice, eukalyptus, kajeput, vavřín, kafrovník, citronová tráva a další
- z květů: heřmánek, růže, kananga vonná (ylang-ylang), pelargonie, pomerančovník (Neroli), levandule, jasmín, hřebíček
- z plodů a semen: jalovec, anýz, kmín, muškátový oříšek, citrusy (oplodí)
- z kořenů a odenků: vetiver, nard, zázvor

## Extrakce a další zpracování

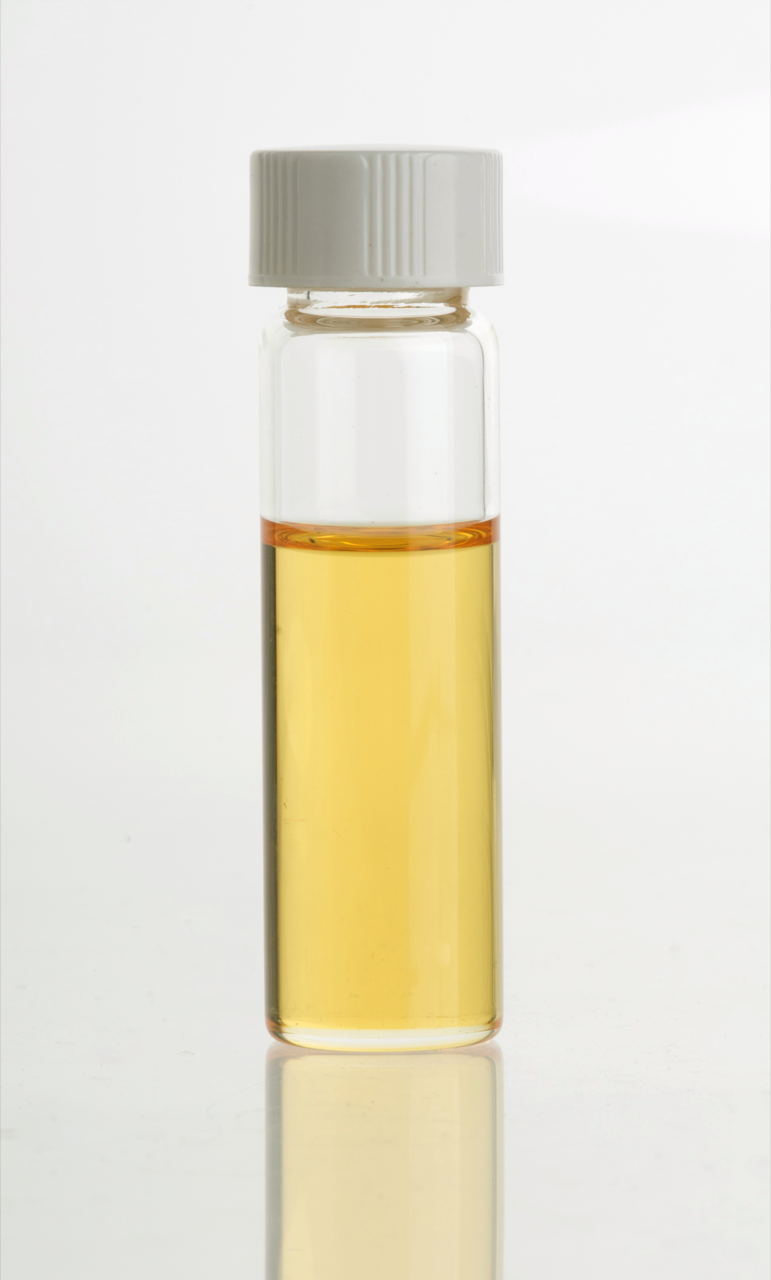
Esenciální olej z cedrového dřeva

Nejběžnějším postupem extrakce éterických olejů je destilace vodní parou. Za tímto účelem se do uzavřeného kotle s rozdrceným rostlinným materiálem vhání vodní pára. Pára vytlačuje éterický olej z rostliny. Směs oleje a vody zkondenzuje v chladicí trubici a poté se odvede do sběrné nádoby. V ní se látky oleje oddělí od vodní fáze (hydrolát) a mohou být separovány. Výtěžnost v poměru k výchozímu materiálu se obvykle pohybuje v rozmezí jednoho až dvou promile. Některé rostliny, které nelze destilovat samostatně, například řasy, kopřivy nebo seno, lze destilovat ko-destilací spolu s jinou rostlinou jako nosičem. Oleje některých druhů květin, jako je jasmín, tuberóza nebo mimóza, nelze získat destilací vodní parou.
Lisování za studena se používá pouze pro citrusové oleje. Slupky se lisují tak, aby vznikla emulze tekutiny a esenciálního oleje. Olej se posléze oddělí odstředěním. Získaný olej obsahuje aromatické sloučeniny z kůry plodu.
Chemická extrakce se provádí hlavně pro květové oleje. Za tímto účelem se všechny rozpustné aromatické látky (stejně jako vosky a barviva) extrahují z rostlin pomocí rozpouštědla, jako je hexan, florasol nebo superkritický oxid uhličitý. Poté se rozpouštědlo vydestiluje. Zůstane voskovitá hmota, která se extrahuje nebo znovu destiluje alkoholem. Takové éterické oleje se také nazývají absolue. Velmi nákladná extrakce pomocí tuků, tzv. enfleurage, se dnes téměř nepraktikuje. 
Většinou se esenciální oleje používají v nezměněné podobě. Některé z nich se však nejprve koncentrují nebo dále rozkládají, například destilací nebo adsorpcí. Tímto způsobem lze koncentrovat složky éterického oleje, které jsou pro účinek žádoucí, zatímco nevhodné složky lze odstranit. Destilací nebo krystalizací lze získat směsi obsahující pouze jednu nebo několik hlavních složek, jako je tomu při extrakci eugenolu z hřebíčkového oleje. Význam extrakce jednotlivých složek přírodních silic se s rozvojem syntetických výrobních postupů značně snížil. 

## Použití

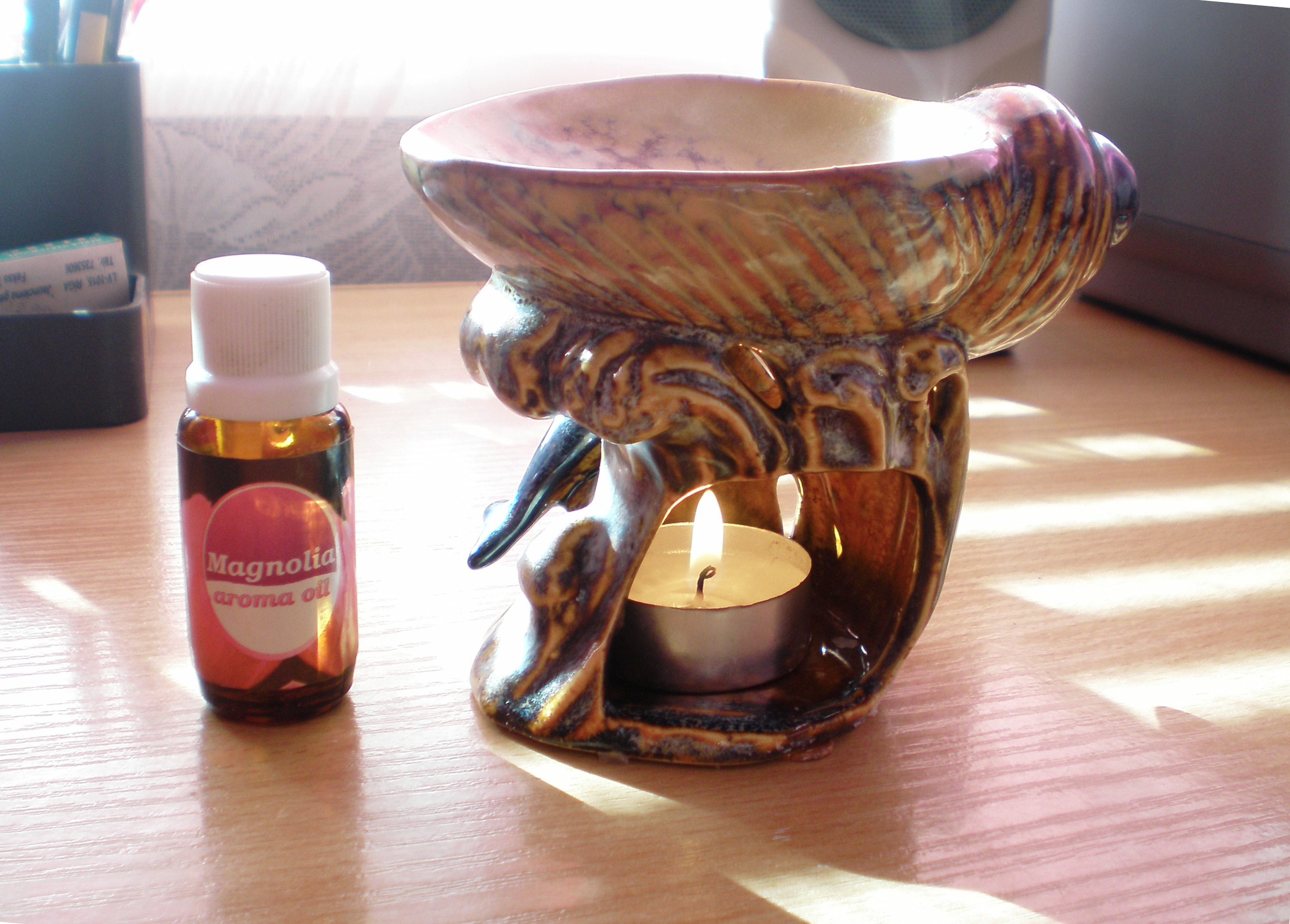
Jedním ze způsobů využití éterických olejů je provonění prostoru pomocí aromalampy

Způsob použití závisí na chemickém složení konkrétní silice. Často je v popředí použití jako vůně v kosmetickém a parfémovém průmyslu, ale některé éterické oleje jsou důležité také jako léčivé látky a technická rozpouštědla (např. olej z pomerančové kůry a terpentýnový olej). Při léčivém použití je lze inhalovat, používat jako součást léčivých koupelí, při masážích nebo aplikovat v podobě masti (promísené s nosičem, například některým z rostlinných olejů). Rostliny s obsahem silic lze užívat ve formě čajů nebo jako koření. Siličné drogy se často vyznačují následujícími účinky:
- Mají desinfekční, antimikrobiální a antiseptický účinek.
- Dráždí kůži, způsobují zčervenání a pocit tepla – složka mastí proti revmatismu.
- Slabě dráždí žaludeční sliznici, jsou aromatické – používají se jako stomachikum, na podporu chuti k jídlu.
- Protizánětlivé účinky, rozpouštějí hleny a usnadňují odkašlávání – expektorans.
- Uvolňují křeče hladkého svalstva trávicího traktu – spasmolytikum.
- Působí proti plynatosti střev – karminativum.
- Mají mírné močopudné účinky – diuretikum.
- Mají relaxační, či naopak povzbuzující účinek na centrální nervovou soustavu.[2][3]

### Zdravotní rizika
Některé složky silic jsou jedovaté – thujon, pulegon, safron, myristicin a další. Jiné mohou být silně dráždivé, vyvolat hyperpigmentaci nebo vyvolávat alergie, např. olej ylang-ylang (kananga vonná), citroníková silice, jasmínová silice nebo olej ze santalového dřeva. Esenciální oleje z citrusů nebo routy jsou při aplikaci na pokožku fototoxické. Při použití na pokožku je vždy nutno éterický olej zředit v adekvátním nosiči a nepřekračovat doporučené koncentrace. Vnitřní použití se nedoporučuje.